# John Fredy Parra
Pour les articles homonymes, voir Parra.
Parra  Celada est un nom espagnol. Le premier nom de famille, en général paternel, est Parra ; le second, en général maternel, souvent omis, est Celada.
John Fredy Parra Celada (né le 9 novembre 1974) est un coureur cycliste colombien. Il a notamment remporté le championnat panaméricain sur route en 2005.

## Repères biographiques
En 2012, John Fredy Parra remporte une seule victoire. Il règle un groupe de cinq échappés à l'arrivée de la cinquième et dernière étape, disputée en circuit, de la Clásica Ciudad de Girardot. Sa formation ne fait pas appel à lui pour les deux courses les plus importantes du calendrier cycliste colombien, le Tour de Colombie et le Clásico RCN.

## Équipes
- Professionnelles[3] :
  - 2006 :  Tecos de la Universidad Autónoma de Guadalajara - Trek - VH
  - 2007 :  Tecos de la Universidad Autónoma de Guadalajara - Trek - VH
  - 2008 :  Toshiba - Santo Pro Cycling presented by Herbalife
  - 2009 :  Tecos de la Universidad Autónoma de Guadalajara - Trek
- Amateur :
  - 2010 :  Indeportes Antioquia
- Professionnelle :
  - 2011 :  Gobernación de Antioquia-Indeportes Antioquia
  - 2012 :  Aguardiente Antioqueño - Lotería de Medellín

## Palmarès
- 2002
  - 4e étape du Clásico RCN
  - 2e du championnat de Colombie sur route
- 2003
  - 2e, 3e et 6e étapes de la Vuelta a la Independencia Nacional
  - 1re étape du Tour de Colombie
  - Clàsica Gobernacion de Casanare
    - Classement général
    - 1re et 5e étapes

  - 3e étape du Clásico RCN
  - Prologue du Tour du Guatemala
- 2004
  -  Médaillé d'or de l'américaine des championnats panaméricains (avec José Serpa)
  - 2e de la Vuelta a Uraba
  - 3e du Clasico de Ejecutivos El Colombiano
- 2005
  - 8e étape de la Vuelta a la Independencia Nacional
  -  Médaillé d'or de la course en ligne des championnats panaméricains
  -  Médaillé de bronze de la course aux points des championnats panaméricains
- 2006
  - 2e étape du Tour de Beauce
  - 2e étape du Clásico Ciclístico Banfoandes
  - 3e de la Vuelta Sonora
- 2007
  - 5e étape de la Vuelta a San Luis Potosi
  - 8e étape du Tour de Colombie
  - 2e de la Vuelta a San Luis Potosi
  - 2e du championnat de Colombie sur route
  - 3e de l'Univest Grand Prix
- 2010
  - 1re étape du Tour de Colombie (contre-la-montre par équipes)[4]
  - 11e étape du Tour du Guatemala
- 2011
  - 2ea étape du  Tour de Colombie (contre-la-montre par équipes)

## Classements mondiaux
| Année            | 2005 | 2006 | 2007 | 2008 | 2009 | 2010 | 2011 |
| ---------------- | ---- | ---- | ---- | ---- | ---- | ---- | ---- |
| UCI America Tour | 17e  | 57e  | 33e  | 370e | 309e |      | 274e |

## Résultats sur les championnats

### Championnats du monde professionnels

#### Piste
Poursuite par équipes
1 participation.
- Anvers 2001 : éliminé au tour qualificatif (12e temps des participants)[11].

### Championnats panaméricains

#### Route
Course en ligne
3 participations.
- Tinaquillo 2004 : 6e au classement final[12].
- Mar del Plata 2005 :  Vainqueur de l'épreuve.
- México 2009 : 13e au classement final[13].

#### Piste
| Américaine 1 participation. - Tinaquillo 2004 : Vainqueur de l'épreuve. | Course aux points 1 participation. - Mar del Plata 2005 : Troisième de la compétition. | Poursuite par équipes 2 participations. - Medellín 2001 : Troisième de la compétition. - México 2009 : Vainqueur de l'épreuve. |